# Шохово (деревня)
Шохово — деревня в Можайском районе Московской области, в составе городского поселения Уваровка. Численность постоянного населения по Всероссийской переписи 2010 года — 732 человека, в деревне числятся 5 улиц. До 2006 года Шохово входило в состав Колоцкого сельского округа.
Деревня расположена в центральной части района, примерно в 1,5 км к юго-востоку от пгт Уваровка, у автодороги 46К-1130 Уваровка — Можайск, высота центра над уровнем моря 247 м. Ближайшие населённые пункты — примыкающее на севере Пасильево, Колоцкое на восток и посёлок центральной усадьбы Уваровский-2 на юго-запад.